# Marcellin Desboutin

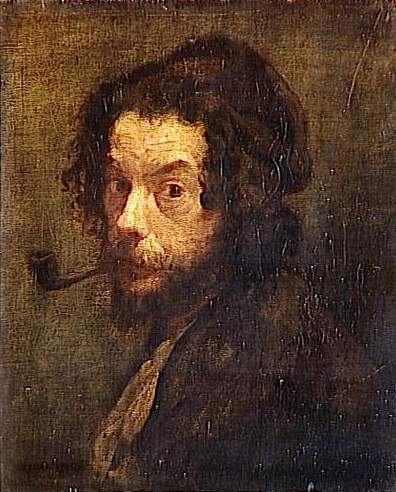
Zelfportret, omstreeks 1879, Musée d'Orsay, Parijs

Marcellin Gilbert Desboutin (Cérilly (Allier), 26 augustus 1823 – Nice, 18 februari 1902) was een Franse kunstschilder, graveur en schrijver.

## Biografie
Marcellin was de zoon van Barthélémy Desboutin, de lijfwacht van Lodewijk XVIII en barones Anne-Sophie-Dalie Farges de Rochefort. Zijn familie bestond uit welgestelde landeigenaars. Hij studeerde aan het klein seminarie van Moulins-Yzeure en deed daarna rechtenstudies aan het Stanislascollege in Parijs. In 1845 ging hij schilderkunst studeren aan de École des beaux-arts de Paris bij Louis-Jules Étex en in 1847 bij Thomas Couture. De gebeurtenissen van de Februarirevolutie van 1848 zetten hem ertoe aan om Parijs te verlaten. Hij vestigde zich in Cosne-d'Allier bij zijn moeder.  Einde 1848 keerde hij terug naar Parijs en hernam de lessen bij Couture, waar hij Puvis de Chavannes leerde kennen en met hem bevriend werd.
In 1849 vestigde hij zich in Issoire, op uitnodiging van een vriend van het klein seminarie in Yzeur, Armand de Pons. Ze huurden een appartement bij een apotheker. Begin 1854 trad hij het huwelijk met Justine Gaultier de Biauzat, de vrouw van de apotheker die ondertussen weduwe geworden was.
Tussen 1849 en 1854 reisde Marcellin door Europa waarbij hij België, Nederland en Groot-Brittannië aandeed. Eind 1854 werd zijn dochter Marie geboren. Desboutin besloot dan om zich in het zuiden te vestigen en het paar verhuisde naar Florence in Italië. 
Ze namen hun intrek in de Villa dell’Ombrellino in Bellosguardo eind 1854. Desboutin verkocht in 1857 al zijn bezittingen in de Bourbonnais om l’Ombrellino te kunnen kopen. Hij bleef er wonen tot in 1872 met zijn eerste vrouw en zijn dochter Marie. Desboutin leidde een luxueus leven in Florence en ontving veel mensen, alle groten uit de kunst en de letteren en elke belangrijke Fransman die in Florence op doorreis was werd uitgenodigd. Hij bleef schilderen, heel dikwijls vervaardigde hij kopieën van werken uit zijn verzameling, leerde etsen. Hij breidde zijn kunstverzameling van oude meesters verder uit. Bovendien schreef hij gedichten en toneelstukken, onder meer Maurice de Saxe, geschreven in samenwerking met Jules Amigues, dat werd opgevoerd door de Comédie-Française in Parijs in 1870.

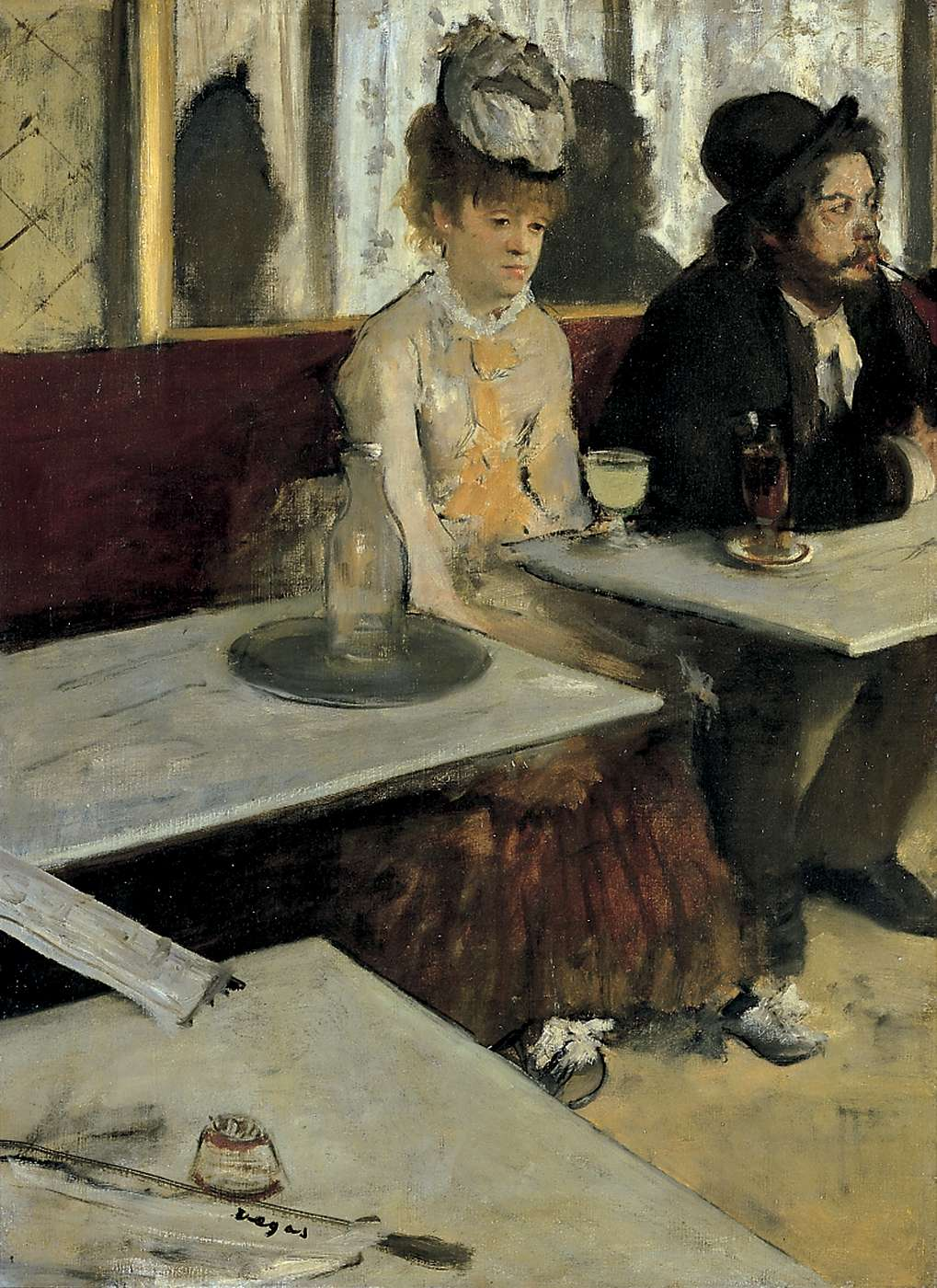
Edgar Degas, De absintdrinkster, 1876, Musée d'Orsay, Parijs (Marcellin Desboutin gezeten naast de actrice Hélène Andrée)

Maar in 1870 keerde zijn geluk, hij verloor zijn vrouw en zag zich verplicht zijn domein te verkopen omdat hij in financiële moeilijkheden was geraakt door verkeerde beleggingen. Zijn dochter trouwde in 1871 met een jonge Engelsman, een buur in Bellosguardo. Zelf was hij voor een tweede keer getrouwd met een mooie Italiaanse, de dochter van een van zijn pachters. Eind 1870 werd hun eerste zoon geboren, in totaal kregen ze negen kinderen. Zijn villa l’Ombrellino werd definitief verkocht in 1874.
Hij keerde na een kort verblijf in Génève terug naar Parijs waar hij zich in 1872 in grote armoede vestigde eerst op een mansarde in de rue Darcet-Battignoles en een jaar later in een klein atelier in de rue des Dames in Montmartre. Hij zou stilaan stoppen met schrijven om zich volledig op het schilderen en de gravure toe te leggen, hiertoe aangemoedigd door Edgar Degas en Giuseppe De Nittis.  Maar in het begin ondernam hij nog verwoede pogingen om zijn toneelstukken opgevoerd te krijgen. In 1873 maakte hij zelfs nog een vertaling van de dertigduizend verzen van de Don Juan van Byron. Het is pas in 1875 dat hij definitief een punt zette achter zijn schrijverscarrière.
Hij was een regelmatig bezoeker van het Café Guerbois en later van La Nouvelle-Athènes en leerde er Édouard Manet kennen. Ook Émile Zola, die een goede vriend zou worden, ontmoette hij daar. Naast Zola was Puvis de Chavannes, die hij kende van tijdens zijn schildersopleiding bij Couture, een van zijn beste vrienden, maar zijn mentor op het artistieke vlak was Manet. Die zal hem als in 1875 model nemen voor zijn werk L’Artiste, bestemd voor het Salon van 1876. Datzelfde jaar stond hij naast Hélène Andrée model voor L’Absynthe van Degas. In beide werken symboliseerde hij de subversieve geest, de bohemien en de rebellie.
Desboutin zette zich als een bezetene aan het werk, schilderde veel portretten en maakte een aantal etsen maar vooral gravures met de droge naald-techniek waarin hij een meester werd. Met het portret dat hij maakte van Edmond de Goncourt, dat geëxposeerd werd op het Salon van 1875 samen met negen andere gravures in droge naald techniek, werd hij een gevierde en gezochte graveur voor “le tout Paris”: de gegoede burgerij, verzamelaars, kunstcritici, litteratoren, artiesten, ze kwamen allemaal bij hem poseren voor hun portret.  Hij portretteerde onder meer Edgar Degas, Édouard Manet, Auguste Renoir, Berthe Morisot, Pierre Puvis de Chavannes, Aristide Bruant, Eugène Labiche, Jean Richepin, Zola, Nina de Villard, Erik Satie, Edmond et Jules de Goncourt, Émile Soldi, Philippe Burty, Auguste Rodin en nog vele anderen. Zeer bekend zijn ook zijn zelfportretten: l’homme à la pipe, l’homme au chapeau, fumeur allument sa pipe, fumeur à la fourrure. In 1875 exposeerde hij tien gravures op het Salon, in 1887 twaalf in 1879 zeventien en acht in 1880. Na enkele moeilijke jaren was Desboutin een erkend artiest geworden. In totaal maakte hij een driehonderdtal gravures in droge naald techniek. Daarnaast was hij ook een verdienstelijke en productieve portretschilder.
In 1876 nam hij deel aan de tweede tentoonstelling van de impressionisten met zeven schilderijen waaronder Le Chanteur des rues en Le Violoncelliste en zes gravures. In 1879 kreeg hij een medaille op het Salon voor zijn werk Mon Portrait en in 1883 een eervolle vermelding voor een schilderij Portrait de femme.
Desboutin verhuisde in 1880 naar Nice. Voor hij vertrok verzamelde hij alle werken uit zijn atelier en richtte een veiling in bij het Hôtel Drouot. Het werd een succes, dankzij onder meer de belangrijke aankopen door Durand-Ruel. Hij kocht in Nice een mooie villa in de buurt van de Promenade des Anglais. In 1886 maakte hij vijf gravures naar schilderijen van Honoré Fragonard die tot zijn beste werk behoren. In 1888 keerde hij nog voor een paar jaar naar Parijs terug. Dit werd een van de meest actieve periodes van zijn carrière. Hij was betrokken bij de oprichting van de tweede Société nationale des beaux-arts die vanaf 1890 jaarlijkse een salon organiseerde, het Salon du Champ-de-Mars waarop hij vanaf dan jaarlijks exposeerde. Hij kreeg een aantal bestellingen van de Franse staat en van de stad Parijs en exposeerde regelmatig op het Salon en bij Durand-Ruel. In 1895 werd hij ridder in het Legioen van Eer en keerde daarna definitief terug naar Nice waar hij in 1902 overleed.

## Galerij

Schilderijen
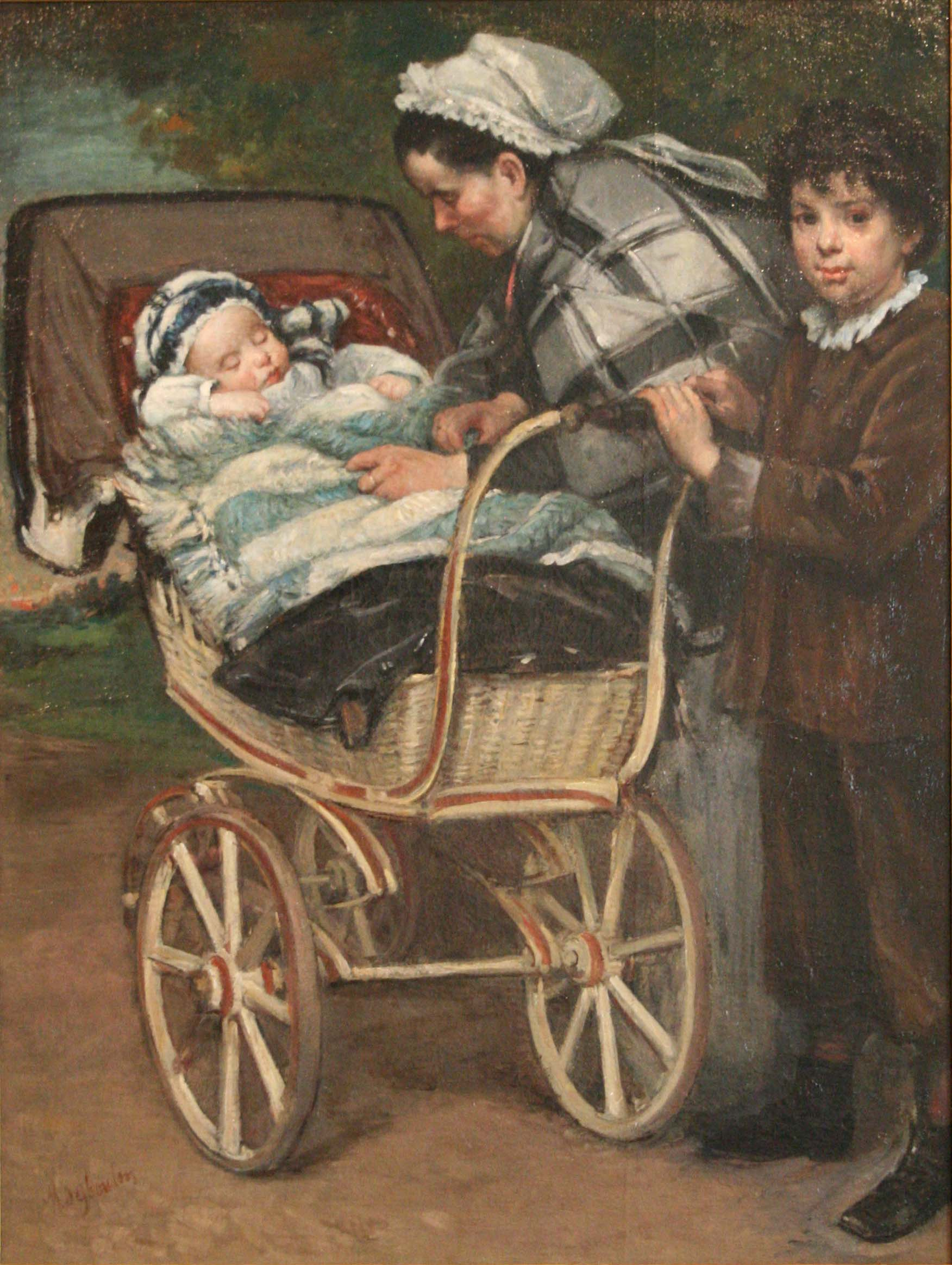
De kinderwagen, ca. 1875 Montpellier, Musée Fabre
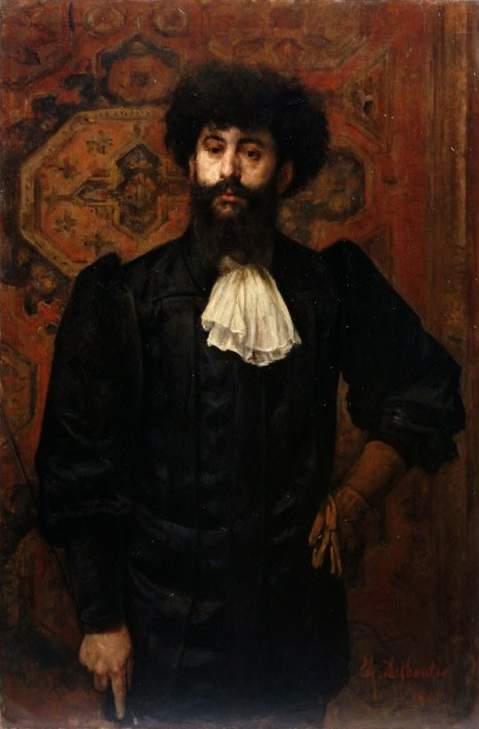
Portret van Sâr Mérodack, Joséphin Peladan, 1891, Musée des beaux-arts d'Angers
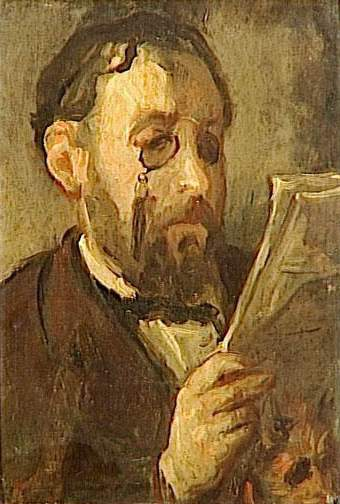
Portret van Edgar Degas, voor 1900, Versailles, Musée de l'Histoire de France
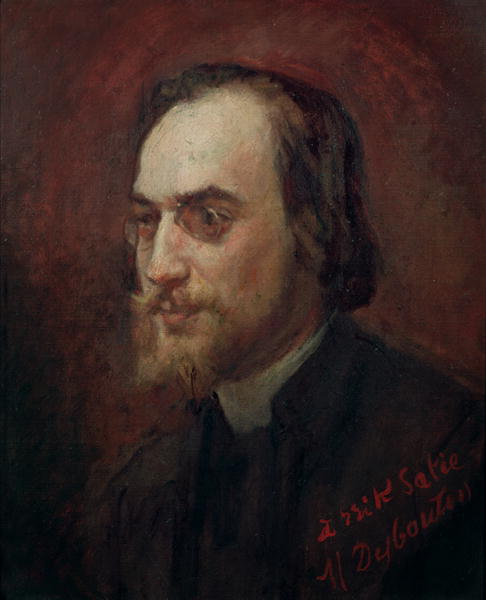
Portret van Erik Satie, Honfleur, Maisons Satie

Prenten (droge naald)
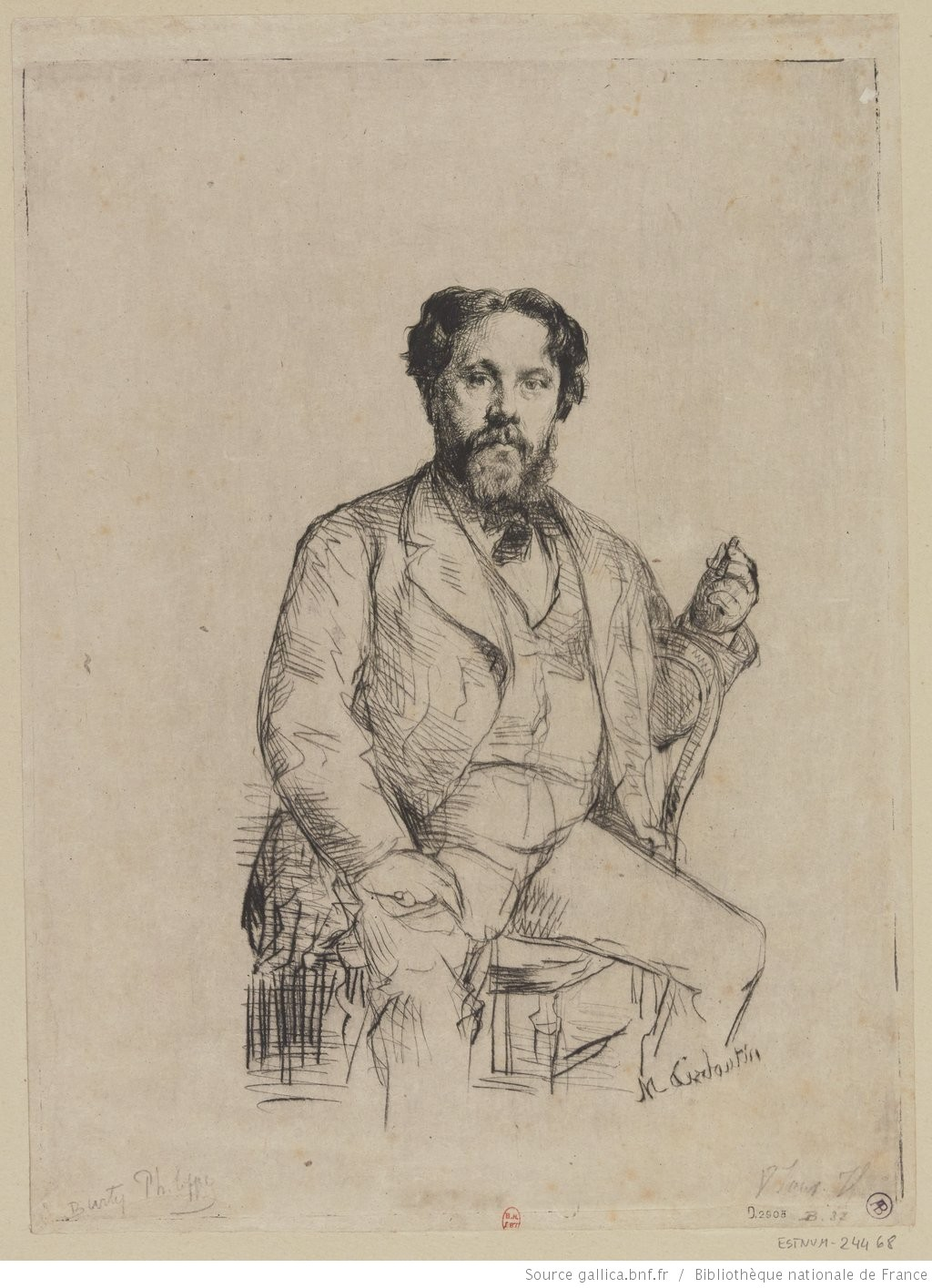
Portret van Philippe Burty, 1874-1875
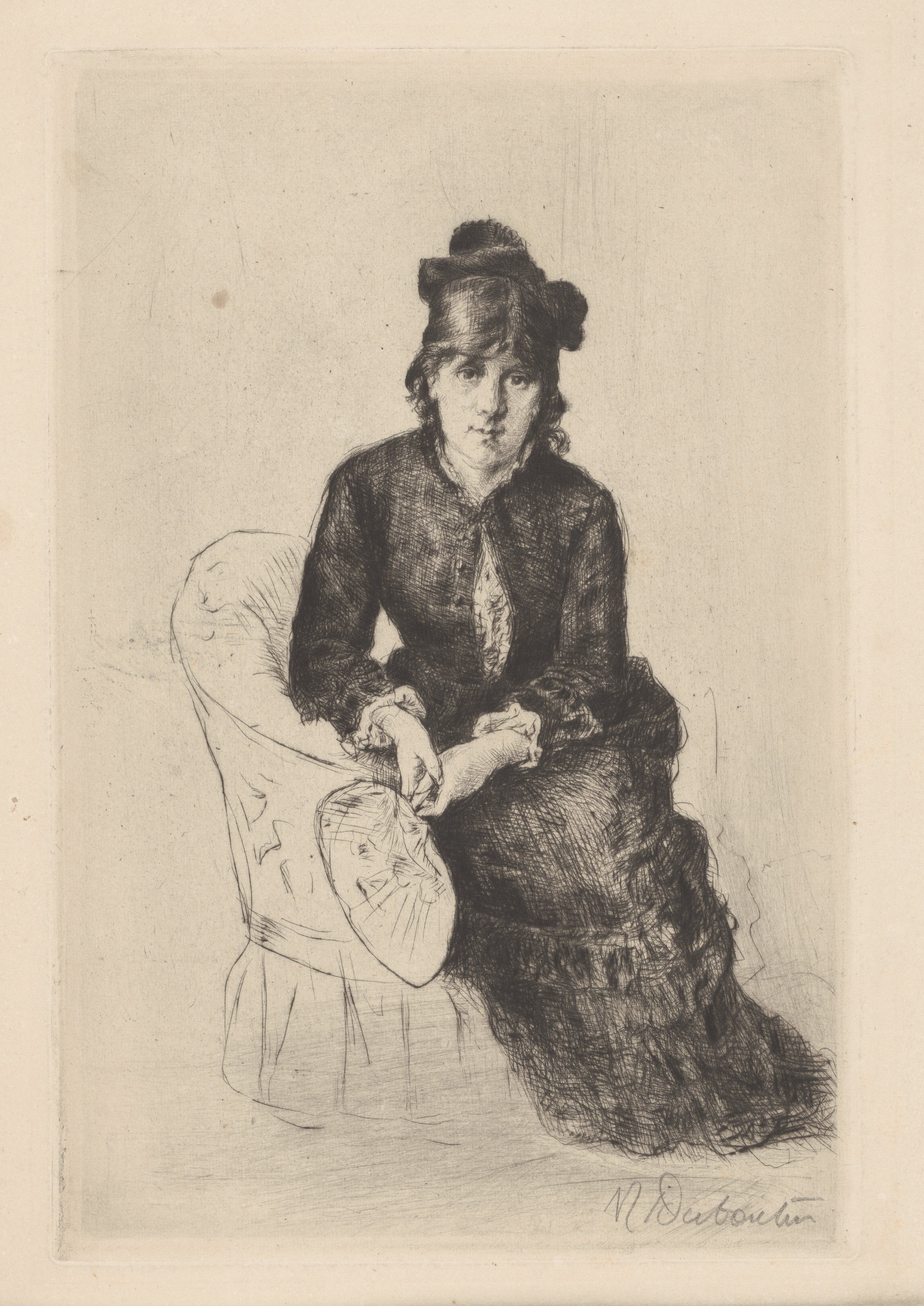
Portret van Berthe Morisot, ca. 1876, Rijksmuseum Amsterdam
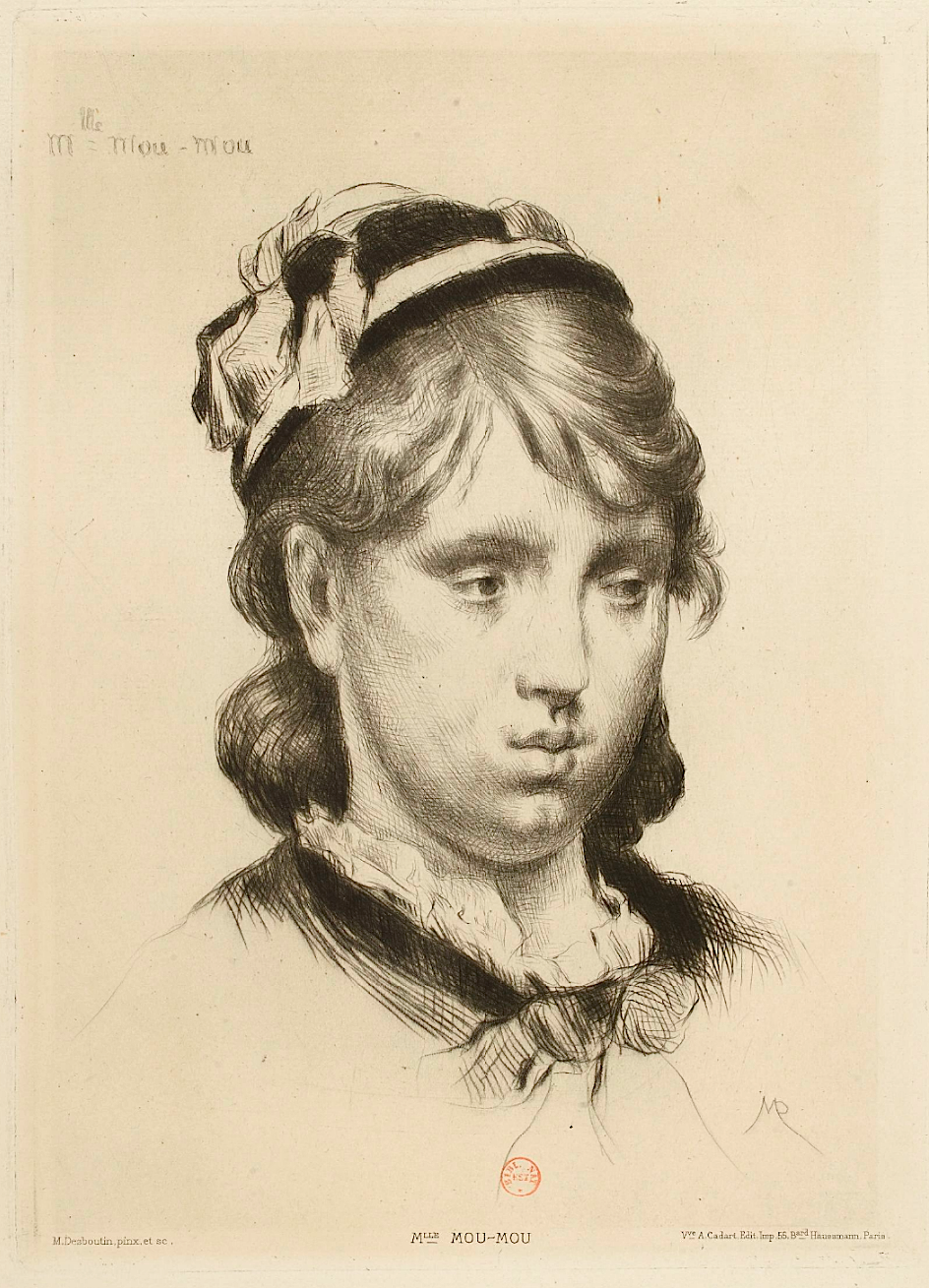
Mlle. Mou-Mou, 1879, Bibliothèque nationale, Parijs
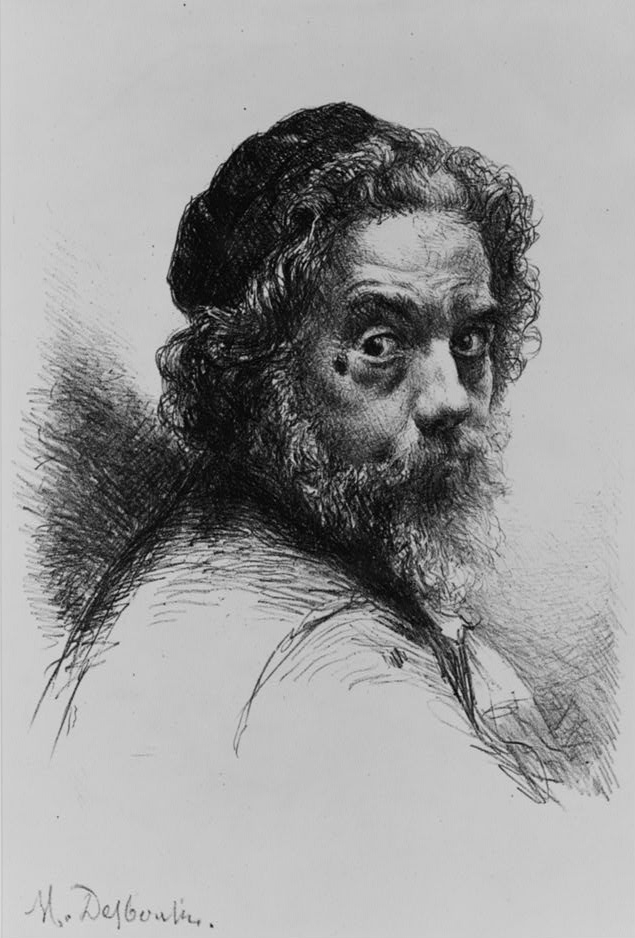
Zelfportret, 1894
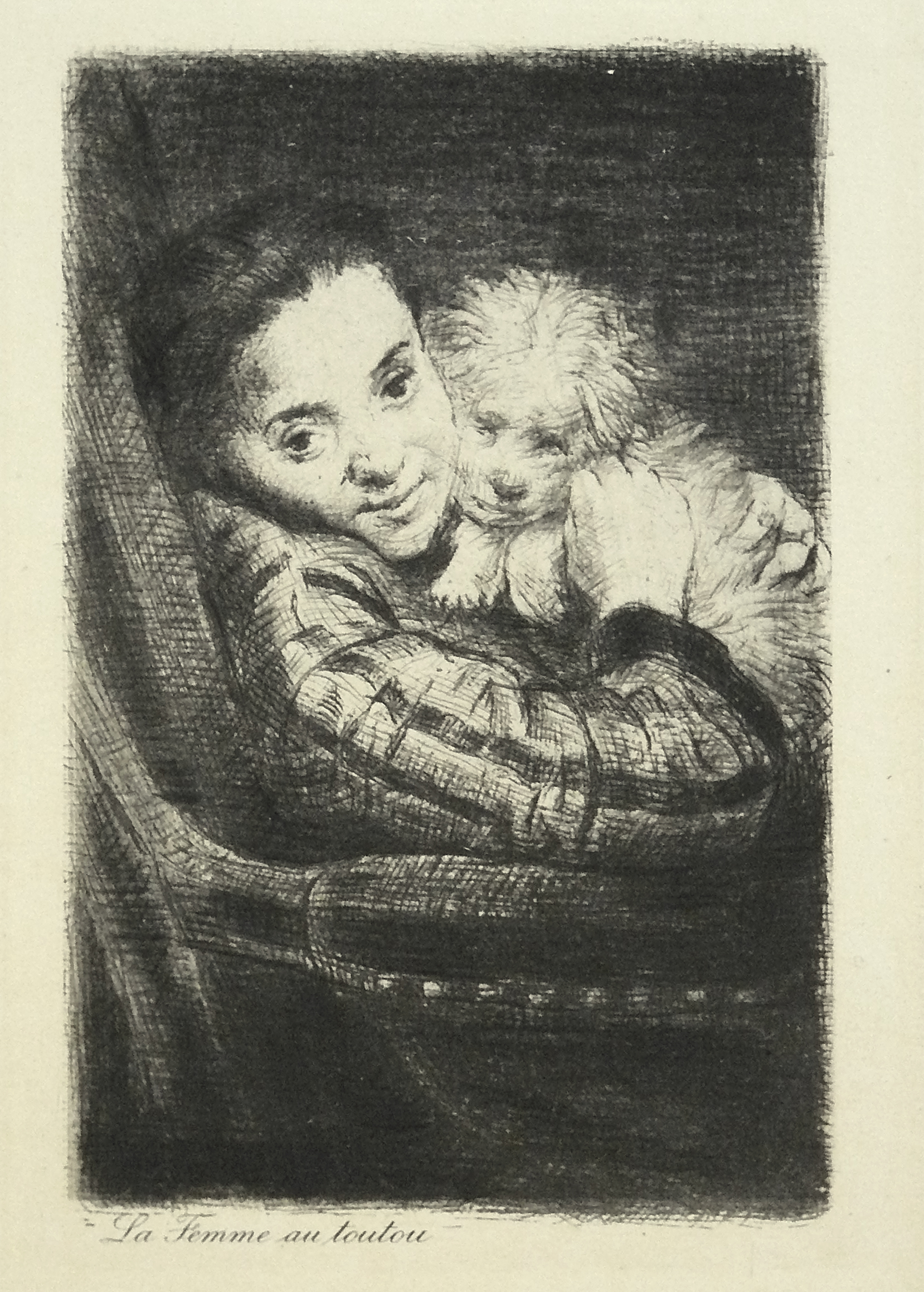
La Femme au toutou (naar een van zijn schilderijen)

## Werken
Voor een volledige lijst van werken zie IdRef.

## Publicaties
- Chansons et chansonnettes (1852)
- Maurice de Saxe, drama en 5 bedrijven, geschreven in samenwerking met Jules Amigues, Parijs, Théâtre-Français, 2 juni 1870
- Versailles, dichtwerk (1872)

## Weblinks
- Marcellin Desboutin – Artworks op The Athenaeum
- Marcellin Desboutin op Artcyclopedia
- Marcellin Desboutin au musée d'Orsay
- Bibliothèque numérique de l'INHA - Estampes de Marcellin Desboutin

- Auckland Art Gallery Toi o Tāmaki: 986
- Bibliothèque nationale de France: cb11991606p (data)
- Gemeinsame Normdatei: 116081708
- International Standard Name Identifier: 0000 0000 6641 5664
- KulturNav: edeff7c8-faeb-470e-952a-062ddec109dd
- Library of Congress Control Number: n87102078
- Base Léonore: LH//743/22
- Nationale Bibliotheek van Tsjechië: xx0095267
- RKD-Nederlands Instituut voor Kunstgeschiedenis: 22132
- SIKART: 4022882
- SNAC: w6gh9nn4
- Système universitaire de documentation: 061288330
- Union List of Artist Names: 500032215
- Virtual International Authority File: 44308082
- WorldCat: E39PBJjmWxPxg7bJXjB34FDcyd